# Alexander Thore
Alexander Thore, född 12 december 1866 i Jonstorps församling i Malmöhus län, död 5 april 1931 i Göteborg, var en svensk skolföreståndare och riksdagsman (Högerpartiet).
Efter sjöpraktik från 1881 på svenska, engelska och amerikanska segelfartyg, tog han sjökaptensexamen i Västervik 1889, reservofficerexamen i flottan 1891, navigationsskoleföreståndareexamen 1893 samt avlade även engelsk sjökaptensexamen.
Thore var styrman på svenska och engelska segelfartyg 1889–1893, reservlöjtnant i Flottan 1899–1907, lärare vid Navigationsskolan i Göteborg 1894–1902, föreståndare för Navigationsskolan i Strömstad 1902–1906, i Kalmar 1906–1912 och i Göteborg 1912–1931. Han var ledamot av riksdagens andra kammare 1915–1921 och 1927 för valkretsen Göteborgs stad, av kommittén för omorganisation av navigationsskoleväsendet med flera kommittéer samt ledamot av stadsfullmäktige i Strömstad och Kalmar. Thore var ledamot av Göteborgs stadsfullmäktige 1923–1926 och av polisnämnden 1926–1931.
Alexander Thore var ledamot av kyrkofullmäktige 1926 och 1931 samt av Kristine församlings kyrkoråd i Göteborg 1931, ordförande i Nautiska föreningen och Sjökaptenernas pensions- och understödsförening samt vice ordförande i Göteborgs sjömanshus. Han invaldes 1904 som korresponderande ledamot av Kungliga Örlogsmannasällskapet.
I riksdagen skrev han 58 egna motioner huvudsakligen om handel och sjöfart, t.ex. egna, tullsatser, sjösäkerhet o sjömanshemmens organisation.

## Familj
Alexander Thore var son till sjökapten Anders Thore (1838–1918) och Ingar Nilsdotter (1842–1876). Han gifte sig 4 maj 1896 i Göteborg med Clara Eugenia Claeson (1865–1945), dotter till Anders Peter Claeson och Kristina Svensdotter.